# Đại dương Proto-Tethys
Đại dương Proto-Tethys hay đại dương Tiền-Tethys là một đại dương cổ đã tồn tại vào cuối kỷ Ediacara tới kỷ Than đá (khoảng 550 tới 330 Ma). Nó là đại dương tồn tại trước khi có cái gọi là đại dương Paleo-Tethys. Đại dương này được hình thành khi siêu lục địa Pannotia bị chia tách, siêu lục địa Proto-Laurasia (bao gồm Laurentia, Baltica, và Siberia) trôi dạt ra xa khỏi siêu lục địa sau này sẽ trở thành Gondwana. Proto-Tethys được hình thành giữa hai siêu lục địa này. Đại dương này có ranh giới ở phía bắc là đại dương Panthalassa, chia tách nhau bởi các vòng cung đảo và Kazakhstania. Proto-Tethys mở rộng trong kỷ Cambri. Đại dương này trải rộng nhất vào giai đoạn từ cuối kỷ Ordovic tới giữa kỷ Silur. Đại dương này nằm giữa lục địa Siberia ở phía tây, Gondwana ở phía đông. Nó bắt đầu thu hẹp lại vào cuối kỷ Silur, khi hai lục địa Hoa Bắc và Hoa Nam di chuyển ra xa khỏi Gondwana để tiến về hướng bắc. Vào cuối kỷ Devon, tiểu lục địa Kazakhstania đã va chạm với Siberia, càng làm đại dương này thu hẹp lại. Đại dương này khép lại khi vùng im lìm Hoa Bắc va chạm với lục địa Siberia-Kazakstania vào kỷ Than đá, khi mà đại dương Paleo-Tethys đã mở rộng.